# Ammerud Basket
El Ammerud Basket es un club noruego de baloncesto profesional de la ciudad de Ammerud que compite en la BLNO, la máxima categoría del baloncesto en Noruega.
Disputas los encuentros en el Apalløkka Idrettshall. El entrenador del equipo es  Valur Ingimundarson. Los colores del equipo son el verde y el blanco.

## Palmarés
- 2 Ligas: 2001, 2002
- 1 Copa: 1999

## Nombres
- Oslo Kings/Ammerud (hasta 2002)
- Vålerenga Kings (2002-2003)
- Ammerud (2003-)